# Leptotarsus (Macromastix) subvittatus
Leptotarsus (Macromastix) subvittatus is een tweevleugelige uit de familie langpootmuggen (Tipulidae). De soort komt voor in het Australaziatisch gebied.